# EFE Schindler-Triebwagen
Die Schindler-Triebwagen sind Meterspur-Dieseltriebwagen, die Mitte der 1950er-Jahre von Schindler Waggon (SWP) in der Schweiz für die staatliche Eisenbahngesellschaft von Chile, die Empresa de los Ferrocarriles del Estado (EFE) gebaut wurden. Einige Triebwagen waren für den gemischen Adhäsions- und Zahnradbetrieb ausgerüstet. Weiter wurden sechs Beiwagen gebaut.

## Geschichte
In den 1950er-Jahren wurden 18 Triebwagen und 8 Beiwagen bei SWP bestellt. Die Bestellung teilte sich wie folgt auf:
- ADZ 1011, 1012: Salon-Triebwagen mit Zahnradbremse für die Ferrocarril de Arica a La Paz (FCALP), Baujahr 1954
- ADI 1013–1016: 1. Klasse-Triebwagen mit Zahnradbremse für die Transandenbahn (FCTC), Baujahr 1954
- ADZ 1049, 1050, zuerst als ADZ 2000 und 2001 bezeichnet: Salon-Triebwagen für die Bahnstrecke Salta–Antofagasta, Baujahr 1955
- ADZ 1051–1054: Salon-Triebwagen, Baujahr 1954
- ADI 1055–1060: 1. Klasse-Triebwagen, Baujahr 1954
- AI 1111–1116: Beiwagen, Baujahre 1954
- AI 1117–1118: Beiwagen, Baujahre 1955[1]

Vor der Ablieferung wurden Probefahrten in der Schweiz ausgeführt. Ein Triebwagen verkehrte auf der Rhätischen Bahn von Landquart über Chur, Filisur nach Davos und wieder zurück nach Landquart. Ebenso wurde damit die Arosabahn befahren. Mit dem Beiwagen wurden Probefahrten auf der Brünigbahn ausgeführt.

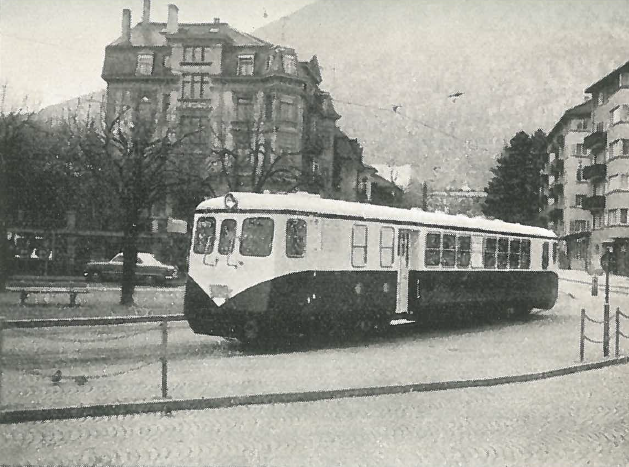
Triebwagen auf dem Bahnhofplatz Chur
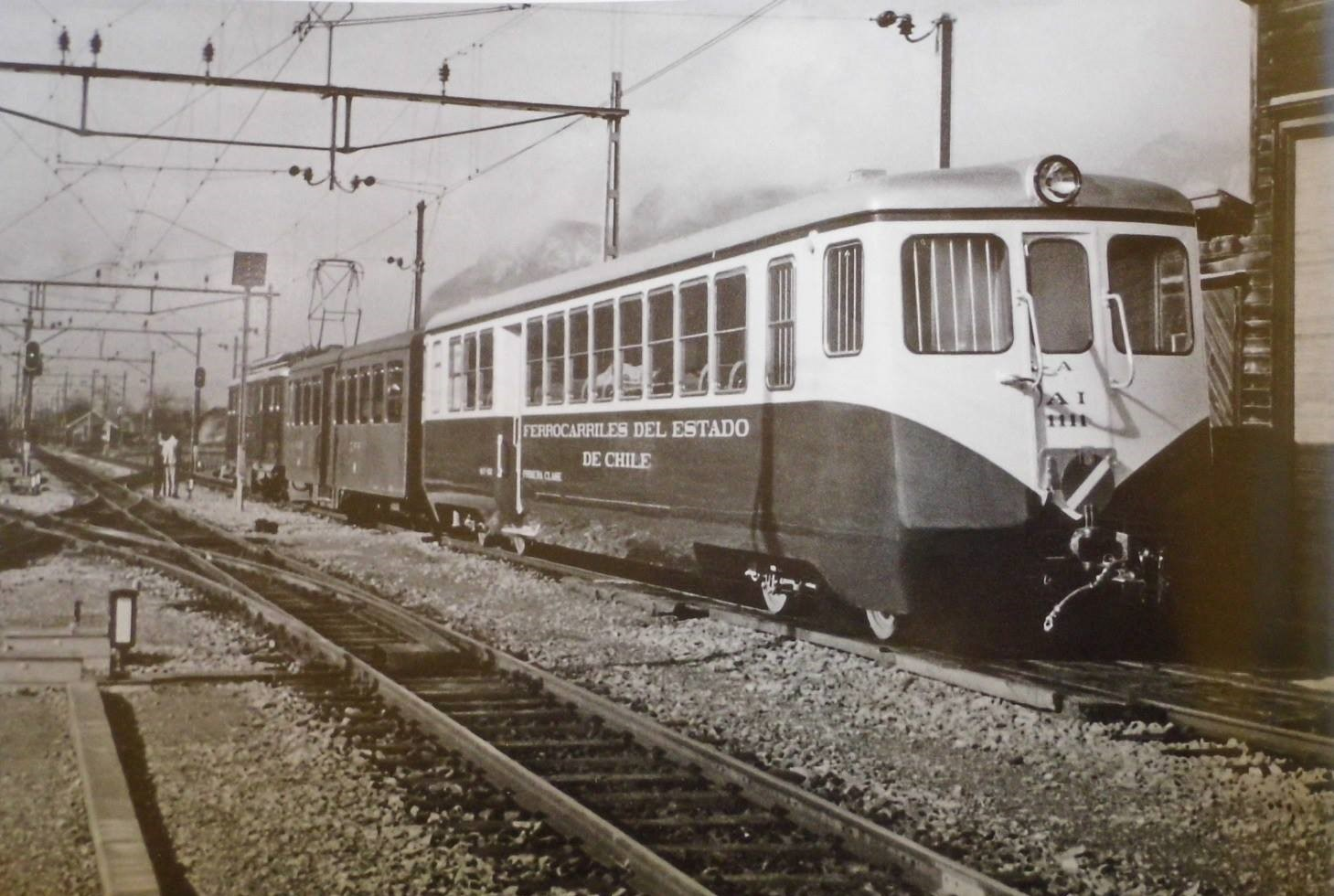
Beiwagen AI 1111 in Meiringen während den Probefahrten.

In Chile wurden die Triebwagen in hochwertigen Reisezugdiensten hauptsächlich im Norden des Landes eingesetzt. Zwischen La Calera und Antofagasta verkehrte ein Luxuszug, der 1977 wegen Konkurrenz durch kostengünstigere und schnellere Autobusse eingestellt wurde.
Ende der 1970er-Jahre waren noch 16 Triebwagen im Dienst. ADI 1058 fiel 1964 in eine Schlucht und wurde danach ausrangiert. Die restlichen Triebwagen verteilten sich 1978 wie folgt:
- FCALP Depot Arica: 1011, 1013, 1060
- FCTC Depot Los Andes: 1012, 1015, 1049, 1051, 1053, 1055
- Depot Ovalle: 1014, 1016 (schadhaft), 1050, 1052, 1054, 1057, 1059
- Depot Coquimbo: 1056

Die Beiwagen waren wie folgt zugeteilt, wobei der Verbleib von 1111 unbekannt ist:
- FCALP Depot Arica: 1114
- FCTC Depot Los Andes: 1115, 1116, 1118
- Depot Coquimbo: 1112, 1113, 1117 (alle schadhaft)[4]

## Technik
Der Wagenkasten ist eine selbsttragende Leichtstahlkonstruktion, die vollständig elektrisch geschweißt ist. Im Innern gibt es 44 gepolsterte Sitzplätze, eine kleine Küche und ein WC. Der Innenraum verfügt über eine mit Öl betriebene Warmluftheizung. Den Fahrgästen steht ein eisgekühlter Trinkwassertank zur Verfügung.
Die Triebwagen haben zwei motorisierte Drehgestelle der Bauart Schindler, deren beide Achsen von einem auf dem Drehgestell sitzenden Saurer-Dieselmotor über ein halbautomatisches Achtgang-Schaltgetriebe angetrieben werden. Die von der Adolph Saurer AG in Arbon hergestellten Motoren sind mit einem Gebläse für die Motoraufladung versehen. Dadurch sind sie auch in Höhen von 3200 m bis 4000 m.ü.M in der Lage bei 1600 Umdrehungen pro Minute wenigstens noch eine Leistung von 180 PS abzugeben. Bei einigen Triebwagen wurde in den 1960er-Jahren der Saurer-Motor durch einen Cummins-Motor ersetzt.
Die Beiwagen unterscheiden sich technisch unwesentlich von den Triebwagen. Aufgrund der fehlenden Motoren können 60 Sitzplätze angeboten werden. Weiter wurde der Achsstand in den Drehgestellen geringfügig kürzer gewählt.

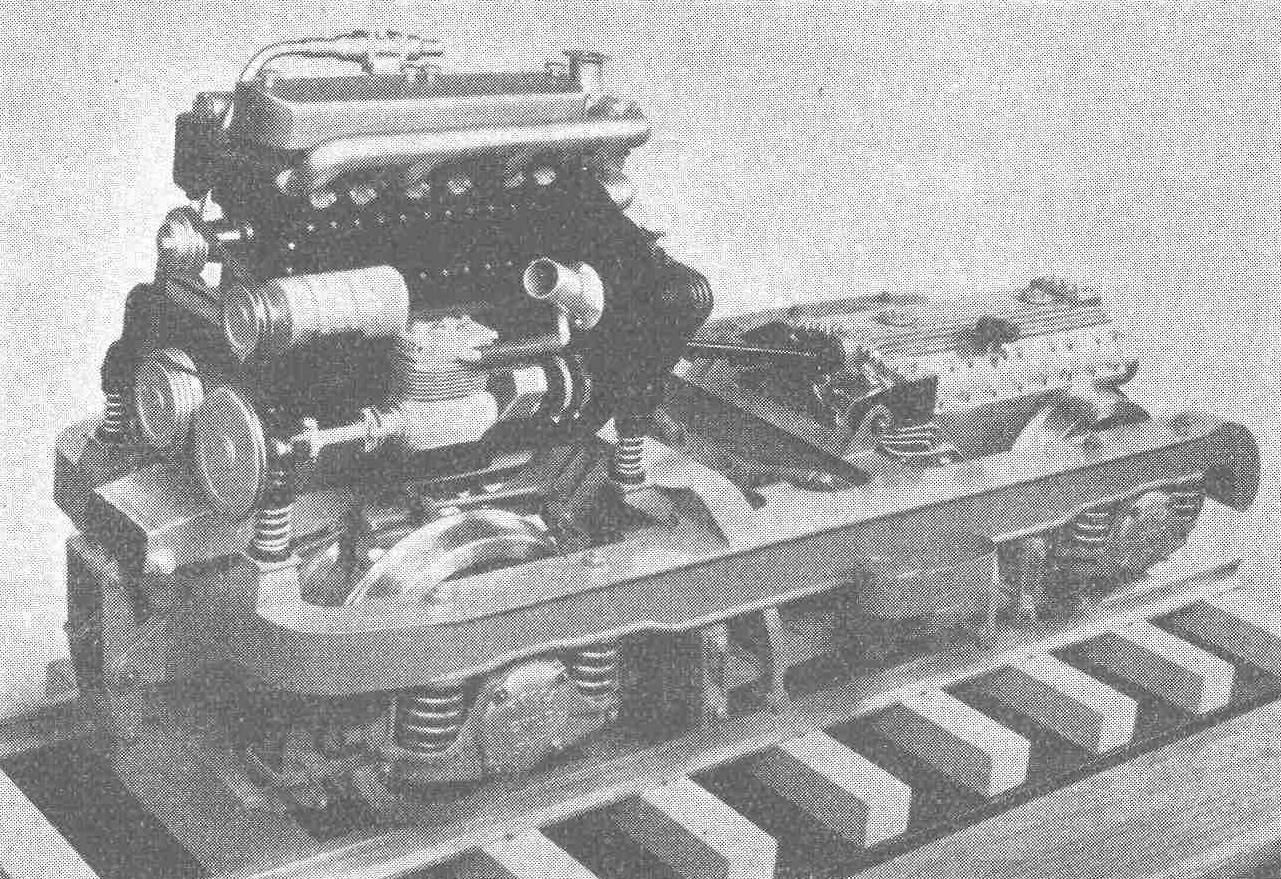
Modell des Motordrehgestell, das 1955 an der Basler Mustermesse ausgestellt war.
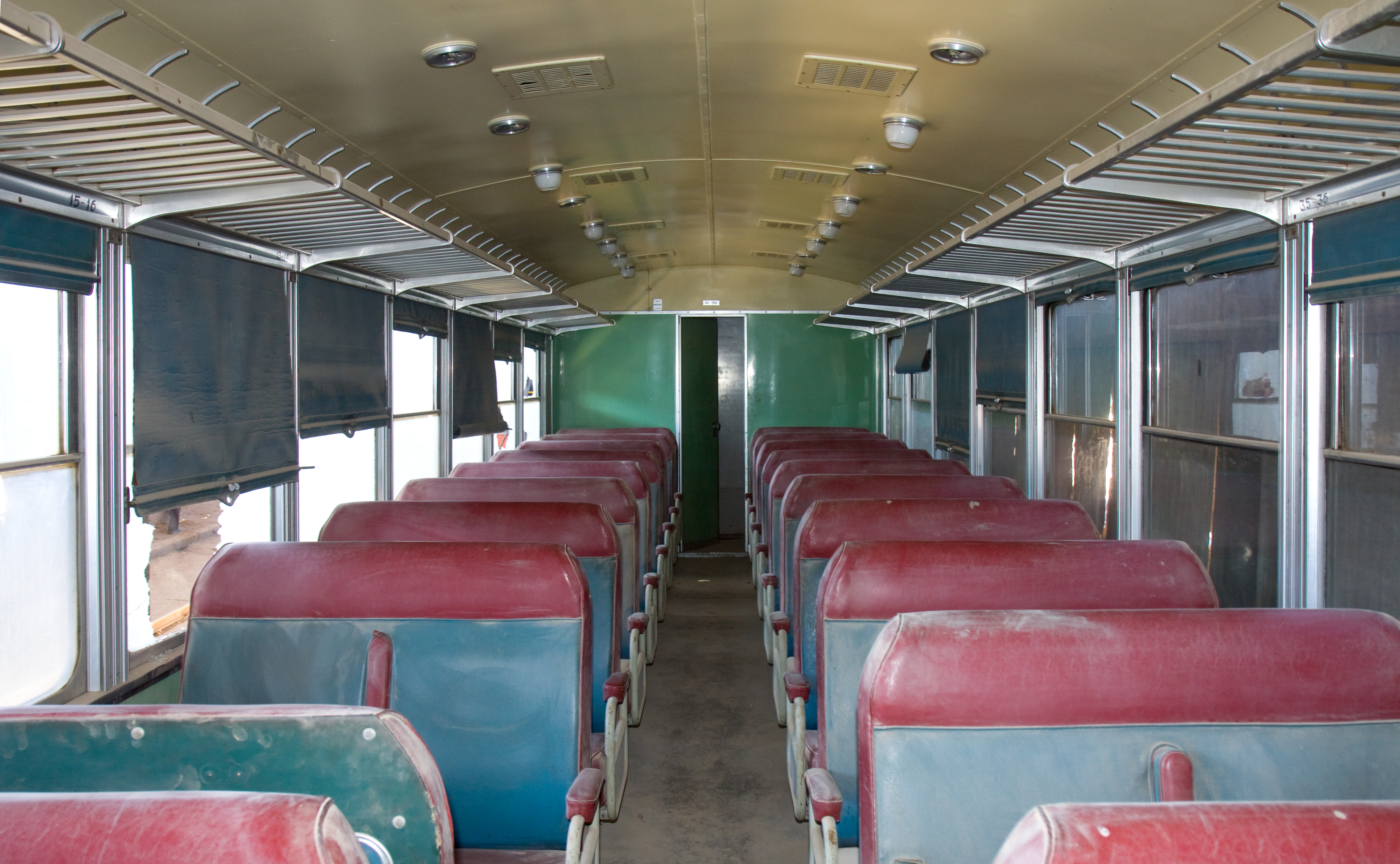
Abteil 1. Klasse (ADI 1056)
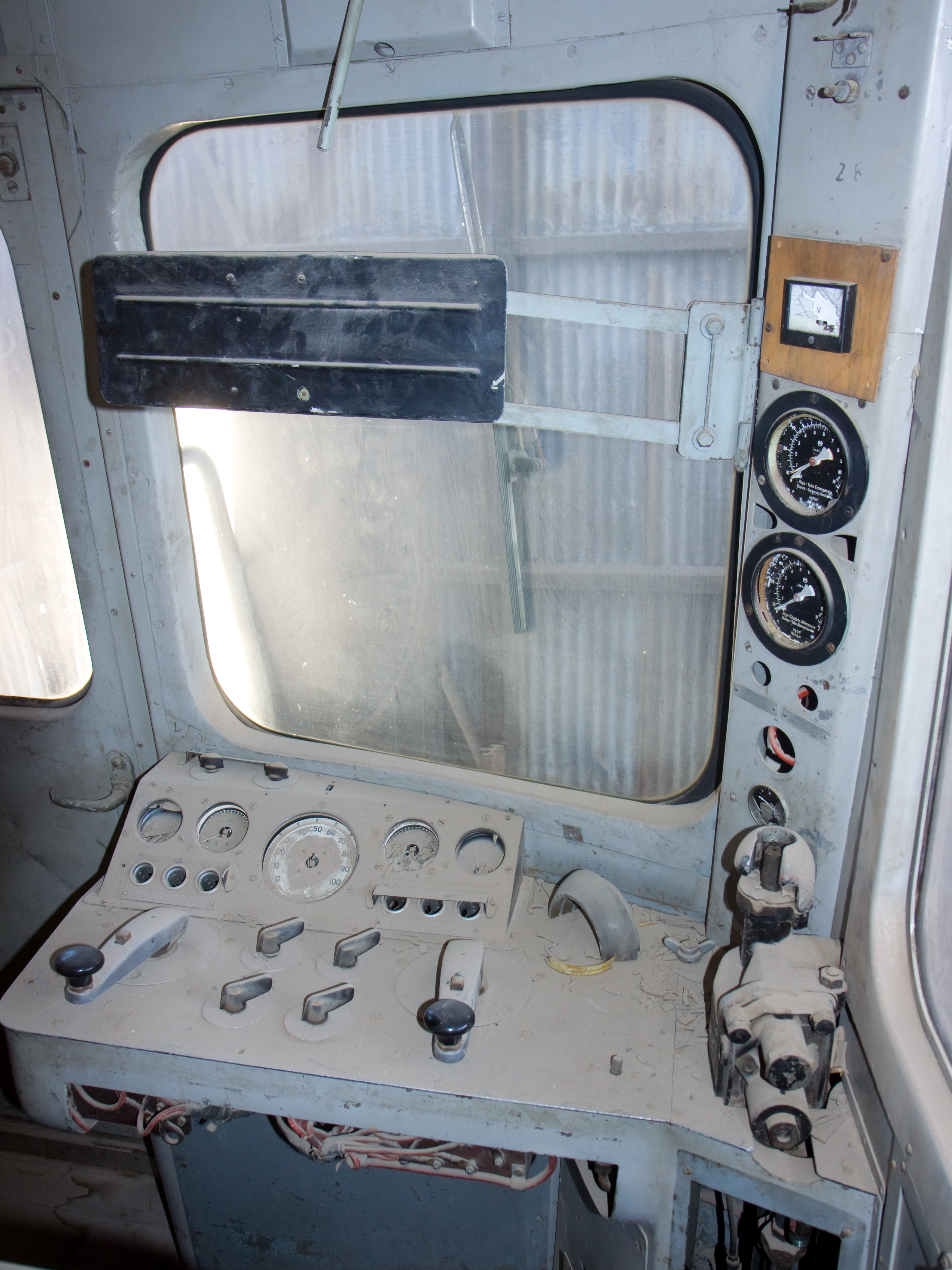
Führerstand (ADI 1056)

## Erhaltene Fahrzeuge
Der Triebwagen ADI 1015 wurde betriebsfähig aufgearbeitet und kann zwischen Los Andes und Río Blanco auf der Transandenbahn verkehren.
Im Eisenbahnmuseum in Baquedano ungefähr 70 km nordöstlich von Antofagasta befindet sich der auch äußerlich nicht aufgearbeitete Triebwagen ADI 1056.
Ein Triebwagen ohne Motor und ein Beiwagen mit der Bezeichnung AZ 1119 werden für den auf der Ferrocarril de Arica a La Paz verkehrenden Touristenzug verwendet. Der Zug verkehrt zwischen Arica und Poconchile. Die Wagen wurden mit geschlossenen Übergängen mit Gummiwulsten und einfachen Klimaanlagen versehen.

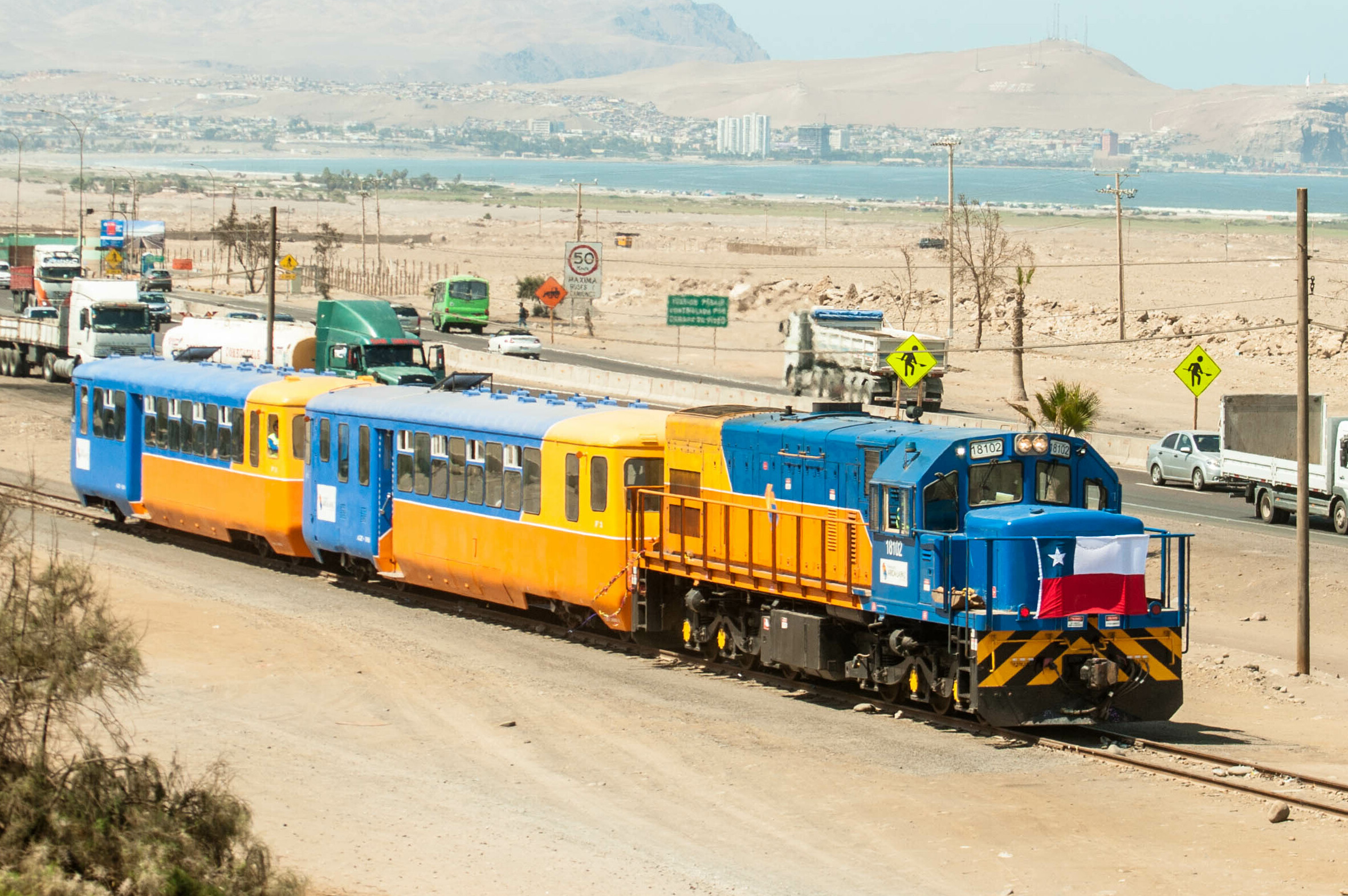
Touristenzug mit einem Beiwagen und einem Triebwagen ohne Motor bei Arica (2017)
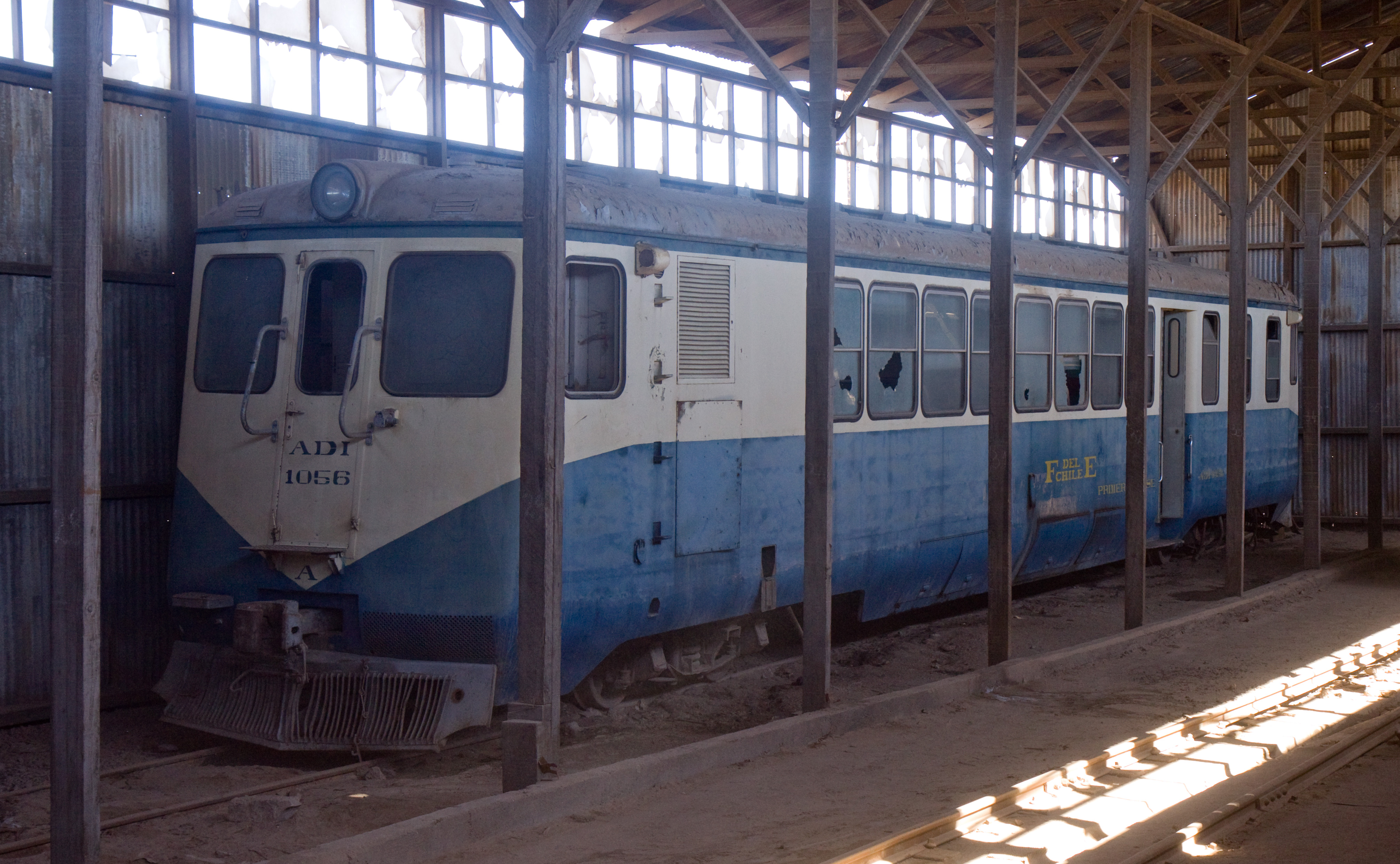
Triebwagen ADI 1056 im Eisenbahnmuseum Baquedano